# Loughborough Football Club
Loughborough Athletic and Football Club foi um clube de futebol inglês com sede na cidade de Loughborough, Leicestershire, que jogou na Football League no final do século XIX.

## História
O clube surgiu como Loughborough Football Club em 1886 depois de uma fusão entre Victoria e Athletic,os dois principais clubes da cidade.em Novembro de 1887,o clube se fundiu com mais alguns outros clubes para formar o Loughborough Athletic and Football Club.o clube é várias vezes referido erroneamente como Loughborough Town.em 1891,o Lougborough entrou para a Midland League.em 1895,o clube se sagrou campeão e entrou para a Segunda Divisão da Football League.
Na sua estada na Segunda Divisão,o clube nunca passou da décima segunda posição (em um campeonato com 18 clubes). em 1900,o time terminou o campeonato na última posição,marcando 18 gols e sofrendo 100 em 34 jogos,vencendo apenas um jogo e só conseguindo 8 pontos de 68 possíveis.a maior derrota do Loughborough aconteceu nesta temporada.12x0 para o Woolwich Arsenal. Na ocasião,devido às dificuldades financeiras,o time consistia de 4 jogadores profissionais e 7 jogadores amadores,e as despesas com a viagem foram pagas pelo Arsenal.depois de não conseguir se reeleger para a Football League em 1900,o clube tentou ser aceito de volta na Midland League,mas não conseguiu realizar um jogo previsto para 9 de junho. Em 29 de junho,foi realizada uma reunião,onde foi decidido que o clube estava extinto.